# Premio di Stato austriaco per la letteratura europea
Il Premio di Stato austriaco per la Letteratura europea (in Tedesco Österreichischer Staatspreis für Europäische Literatur), noto anche come Premio letterario d'Europa (Europäischer Literaturpreis), è un premio letterario che il Ministero dell'Educazione e dell'Arte austriaco concede ai principali autori europei.
Il premio è stato istituito a Vienna nel 1965. Nel 2014 consisteva in 25 000 €.

## Lista dei vincitori
| Anno | Scrittore                    | Paese          |
| ---- | ---------------------------- | -------------- |
| 1965 | Zbigniew Herbert             | Polonia        |
| 1966 | W. H. Auden                  | Regno Unito    |
| 1967 | Vasko Popa                   | Jugoslavia     |
| 1968 | Václav Havel                 | Cecoslovacchia |
| 1969 | Non assegnato                |                |
| 1970 | Eugène Ionesco               | Romania        |
| 1971 | Peter Huchel                 | Germania Est   |
| 1972 | Sławomir Mrożek              | Polonia        |
| 1973 | Harold Pinter                | Regno Unito    |
| 1974 | Sándor Weöres                | Ungheria       |
| 1975 | Miroslav Krleža              | Jugoslavia     |
| 1976 | Italo Calvino                | Italia         |
| 1977 | Pavel Kohout                 | Cecoslovacchia |
| 1978 | Simone de Beauvoir           | Francia        |
| 1979 | Fulvio Tomizza               | Italia         |
| 1980 | Sarah Kirsch                 | Germania Est   |
| 1981 | Doris Lessing                | Regno Unito    |
| 1982 | Tadeusz Różewicz             | Polonia        |
| 1983 | Friedrich Dürrenmatt         | Svizzera       |
| 1984 | Christa Wolf                 | Germania Est   |
| 1985 | Stanisław Lem                | Polonia        |
| 1986 | Giorgio Manganelli           | Italia         |
| 1987 | Milan Kundera                | Cecoslovacchia |
| 1988 | Andrzej Szczypiorski         | Polonia        |
| 1989 | Marguerite Duras             | Francia        |
| 1990 | Helmut Heissenbüttel         | Germania       |
| 1991 | Péter Nádas                  | Ungheria       |
| 1992 | Salman Rushdie               | Regno Unito    |
| 1993 | Chinghiz Aitmatov            | Kirghizistan   |
| 1994 | Inger Christensen            | Danimarca      |
| 1995 | Aleksandar Tišma             | Jugoslavia     |
| 1996 | Jürg Laederach               | Svizzera       |
| 1997 | Antonio Tabucchi             | Italia         |
| 1998 | Dubravka Ugrešić             | Croazia        |
| 1999 | Péter Esterházy              | Ungheria       |
| 2000 | António Lobo Antunes         | Portogallo     |
| 2001 | Umberto Eco                  | Italia         |
| 2002 | Christoph Hein               | Germania       |
| 2003 | Cees Nooteboom               | Paesi Bassi    |
| 2004 | Julian Barnes                | Regno Unito    |
| 2005 | Claudio Magris               | Italia         |
| 2006 | Jorge Semprún                | Spagna         |
| 2007 | Alison Louise Kennedy        | Regno Unito    |
| 2008 | Agota Kristof                | Ungheria       |
| 2009 | Per Olov Enquist             | Svezia         |
| 2010 | Paul Nizon                   | Svizzera       |
| 2011 | Javier Marías                | Spagna         |
| 2012 | Patrick Modiano              | Francia        |
| 2013 | John Banville                | Irlanda        |
| 2014 | Ljudmila Evgen'evna Ulickaja | Russia         |
| 2015 | Mircea Cărtărescu            | Romania        |
| 2016 | Andrzej Stasiuk              | Polonia        |
| 2017 | Karl Ove Knausgård           | Norvegia       |
| 2018 | Zadie Smith                  | Regno Unito    |
| 2019 | Michel Houellebecq           | Francia        |
| 2020 | Drago Jančar                 | Slovenia       |
| 2021 | László Krasznahorkai         | Ungheria       |
| 2022 | Ali Smith                    | Regno Unito    |
| 2023 | Marie Ndiaye                 | Francia        |
| 2024 | Joanna Bator                 | Polonia        |